# کوری هاردریکت
کوری هاردریکت (انگلیسی: Cory Hardrict؛ زادهٔ ۹ نوامبر ۱۹۷۹) هنرپیشه اهل ایالات متحده آمریکا است. وی از سال ۱۹۹۸ میلادی تاکنون مشغول فعالیت بوده‌است.
از فیلم‌ها یا برنامه‌های تلویزیونی که وی در آن نقش داشته‌است می‌توان به بدن‌های گرم، سی‌اس‌آی، گرن تورینو، با تو حال نمی‌کند، آنجل، پرونده سرد، نبرد در لس‌آنجلس، روز، لاولیس، برتری، تک‌تیرانداز آمریکایی، عریان، دیوانه/زیبا و ۲۱۱ اشاره کرد.